# 香格瓊哇
香格瓊哇（ 英語：Zhang' Gos chung，生卒年不詳），或譯作香閣穹哇、尚•廓瓊，為藏密寧瑪派創派祖師素尔波且·释迦迥乃（1002年－1062年，鄔巴隆巴大師）座下「四大高峰」弟子之一，為講習經教博學第一，西藏拉薩惹薩寺 高僧。
在寧瑪派根本經典之一的《秘密藏續》（gSang ba snying po）中說，素波切創建鄔巴隆巴寺時有眾多弟子追隨，有一百零八位大瑜伽行者，其中以「四大高峰」弟子最為殊勝，四大高峰之博學高峰弟子為香格瓊哇。

## 香格瓊哇第四世
第四世香格瓊哇仁波切，法名多扎信雄，先為漢地出家比丘，法號釋魁智，常研文理，涉入三藏，通曉經藏，善解行持法義。為佛教正法中心創辦人之一、美國洛杉磯佛學院院長、洛杉磯寶塔寺住持、台灣覺海精舍住持，著有《我不願墮地獄》、《香格瓊哇第四世》等書。仁波切通過藏密古法測試已生起甦醒顫動金剛力，證明為香格瓊哇真身轉世，仁波切曾灑菩提聖水降伏非人，及加持放生魚群，讓放生岸邊等待獵食的海獅、鵜鶘等獸，於放生期間，像被定住一般呆杵在岸上觀望，不為所動，是日放生沒有一條魚遭到惡獸補食，證得降魔說法圓融境。

## 師承
- 素爾波且·釋迦迥乃